# Streptotinia arisaematis
Streptotinia arisaematis är en svampart som beskrevs av Whetzel 1945. Streptotinia arisaematis ingår i släktet Streptotinia och familjen Sclerotiniaceae.   Inga underarter finns listade i Catalogue of Life.